# Liste der Vizegouverneure von Nova Scotia

Amtsflagge des
Vizegouverneurs von Nova Scotia

Diese Liste führt die Vizegouverneure (engl. lieutenant-governor) der kanadischen Provinz Nova Scotia seit dem Beitritt zur Kanadischen Konföderation im Jahr 1867 auf. Ebenfalls enthalten sind die Gouverneure der Kolonie Nova Scotia vor 1867. Der Vizegouverneur vertritt den kanadischen Monarchen auf Provinzebene.

## Gouverneure von Nova Scotia
| Vizegouverneur                         | Amtszeit  |
| -------------------------------------- | --------- |
| Samuel Vetch                           | 1710–1712 |
| Francis Nicholson                      | 1712–1715 |
| Thomas Caulfeild                       | 1715–1717 |
| Richard Philipps                       | 1717–1749 |
| Edward Cornwallis                      | 1749–1752 |
| Peregrine Thomas Hopson                | 1752–1755 |
| Charles Lawrence                       | 1756–1760 |
| Jonathan Belcher                       | 1760–1763 |
| Montague Wilmot                        | 1763–1766 |
| William Campbell                       | 1766–1773 |
| Francis Legge                          | 1773–1776 |
| Mariot Arbuthnot                       | 1776–1778 |
| Richard Hughes                         | 1778–1781 |
| Andrew Hamond, 1. Baronet              | 1781–1782 |
| John Parr                              | 1782–1783 |
| Edmund Fanning                         | 1783–1786 |
| John Parr                              | 1786–1791 |
| Richard Bulkeley                       | 1791–1792 |
| John Wentworth                         | 1792–1808 |
| George Prevost                         | 1808–1811 |
| John Coape Sherbrooke                  | 1811–1816 |
| George Stracey Smith                   | 1816      |
| George Ramsay, 9. Earl of Dalhousie    | 1816–1820 |
| James Kempt                            | 1820–1828 |
| Thomas Jeffrey                         | 1828      |
| Peregrine Maitland                     | 1828–1834 |
| Thomas Jeffrey                         | 1834      |
| Colin Campbell                         | 1834–1840 |
| Lucius Cary, 10. Viscount Falkland     | 1840–1846 |
| Jeremiah Dickson                       | 1846      |
| John Harvey                            | 1846–1852 |
| John Le Marchant                       | 1852–1858 |
| George Phipps, 2. Marquess of Normanby | 1858–1863 |
| Charles Hastings Doyle                 | 1863–1864 |
| Richard Graves MacDonnell              | 1864–1865 |
| Charles Hastings Doyle                 | 1865      |
| William Fenwick Williams               | 1865–1867 |

## Vizegouverneure von Nova Scotia
| Vizegouverneur                 | Amtszeit  |
| ------------------------------ | --------- |
| Charles Hastings Doyle         | 1867–1873 |
| Joseph Howe                    | 1873      |
| Adams George Archibald         | 1873–1883 |
| Matthew Henry Richey           | 1883–1888 |
| Archibald McLelan              | 1888–1890 |
| Malachy Bowes Daly             | 1890–1900 |
| Alfred Gilpin Jones            | 1900–1906 |
| Duncan Cameron Fraser          | 1906–1910 |
| James Drummond McGregor        | 1910–1915 |
| David MacKeen                  | 1915–1916 |
| MacCallum Grant                | 1916–1925 |
| James Robson Douglas           | 1925      |
| James Cranswick Tory           | 1925–1930 |
| Frank Stanfield                | 1930–1931 |
| Walter Harold Covert           | 1931–1937 |
| Robert Irwin                   | 1937–1940 |
| Frederick Francis Mathers      | 1940–1942 |
| Henry Ernest Kendall           | 1942–1947 |
| John Alexander Douglas McCurdy | 1947–1952 |
| Alistair Fraser                | 1952–1958 |
| Edward Chester Plow            | 1958–1963 |
| Henry Poole MacKeen            | 1963–1968 |
| Victor de Bedia Oland          | 1968–1973 |
| Clarence Gosse                 | 1973–1978 |
| John Elvin Schaffner           | 1978–1984 |
| Alan Abraham                   | 1984–1989 |
| Lloyd Crouse                   | 1989–1994 |
| James Kinley                   | 1994–2000 |
| Myra Freeman                   | 2000–2006 |
| Mayann Francis                 | 2006–2012 |
| John James Grant               | 2012–2017 |
| Arthur LeBlanc                 | 2017–2024 |
| Michael John Savage            | seit 2024 |